# Біляївка (Запорізький район)
Біля́ївка — село в Україні, у Павлівській сільській громаді Запорізького району Запорізької області. До 2016 орган місцевого самоврядування — Павлівська сільська рада.
Площа села — 135,6 га. Кількість дворів — 123, кількість населення на 1 січня 2007 року — 320 осіб.

## Географія
Село Біляївка розташоване за 1 км від правого берега річки Вільнянка, вище за течією на відстані 1 км розташоване село Зелене, нижче за течією на відстані 1,5 км розташоване село Новоселівка, на протилежному березі — місто Вільнянськ. По селу протікає майже пересохлий струмок з загатою.
Найближча залізнична станція — Вільнянськ — розташована за 5 км від села.

## Історія
Село утворилось в першій половині XIX століття. Назва походить від колишніх власників частини сучасного села — полкового осавула Федора Білого та його сина Сергія Білого.
7 (20) листопада 1917 року, відповідно до Третього Універсалу Української Центральної Ради, увійшло до складу Української Народної Республіки.
У 1932—1933 році селяни переживають більшовицький геноцид.
21 вересня 1943 року село було звільнене Червоною Армією. День села відзначається 21 вересня.
У 2016 році активно обговорюються плани побудови Біляївського гірничозбагачувального комбінату з видобутку і переробки каоліну.
12 червня 2020 року, відповідно до розпорядження Кабінету Міністрів України № 713-р «Про визначення адміністративних центрів та затвердження територій територіальних громад Запорізької області», село увійшло до складу Павлівської сільської територіальної громади.
19 липня 2020 року, в результаті адміністративно-територіальної реформи та ліквідації Вільнянського району, село увійшло до складу новоутвореного Запорізького району.

## Населення

### Мова
Розподіл населення за рідною мовою за даними перепису 2001 року:
| Мова            | Кількість | Відсоток |
| --------------- | --------- | -------- |
| українська      | 317       | 88.06%   |
| російська       | 42        | 11.67%   |
| інші/не вказали | 1         | 0.27%    |
| Усього          | 360       | 100%     |

## Пам'ятки
В центрі села знаходиться братська могила вояків Червоної Армії.

## Фотогалерея

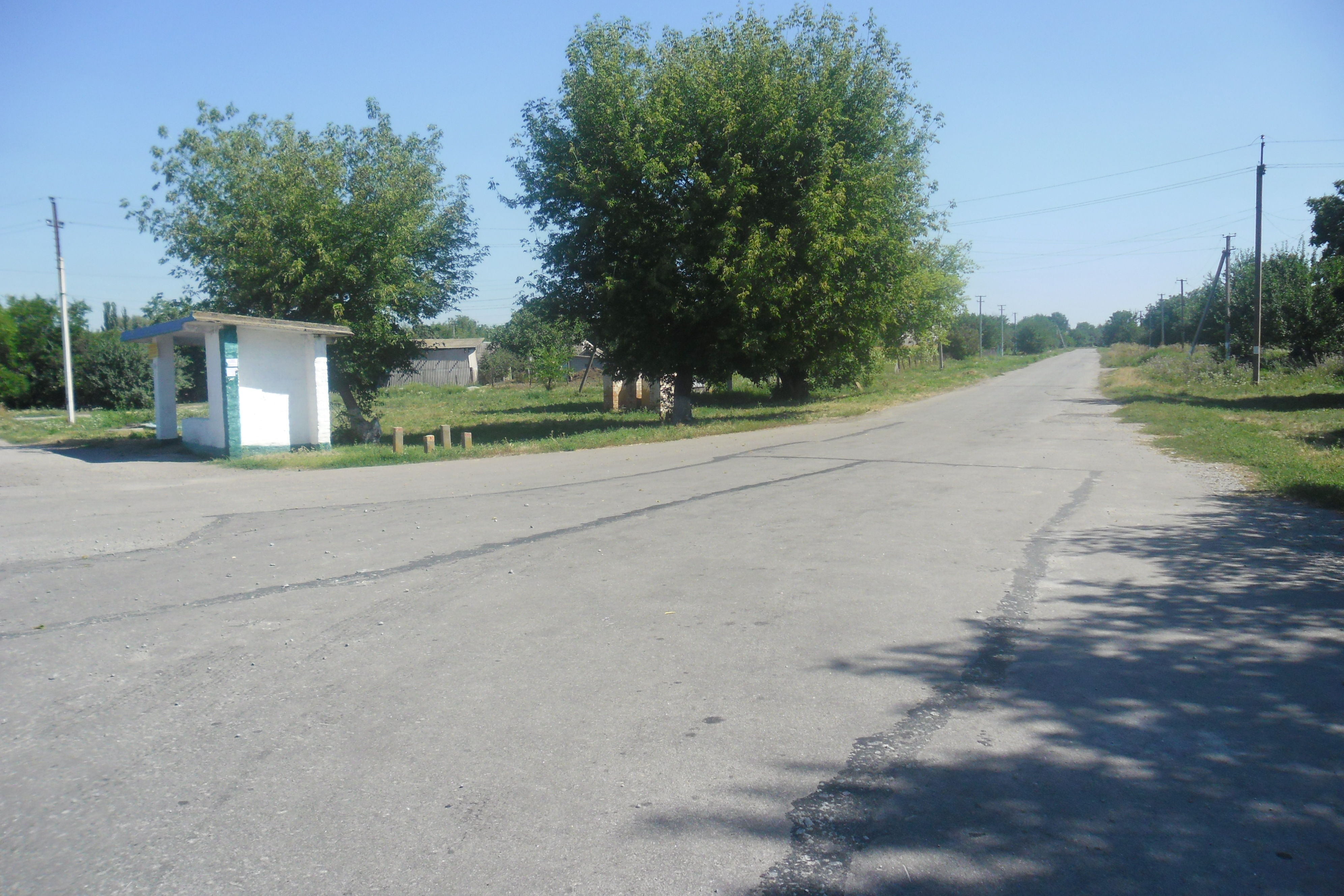
Автобусна зупинка в центрі села
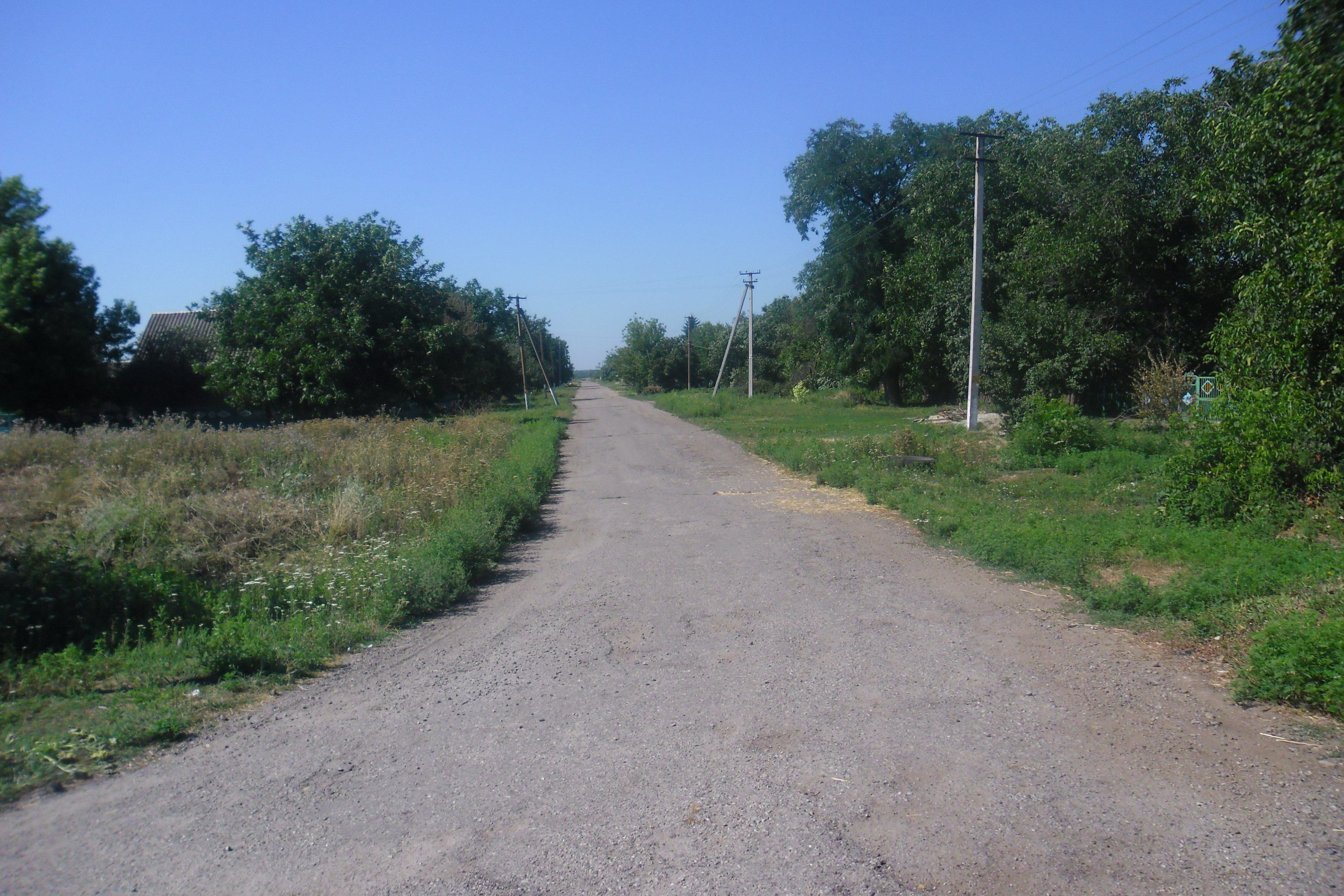
Одна з вулиць села
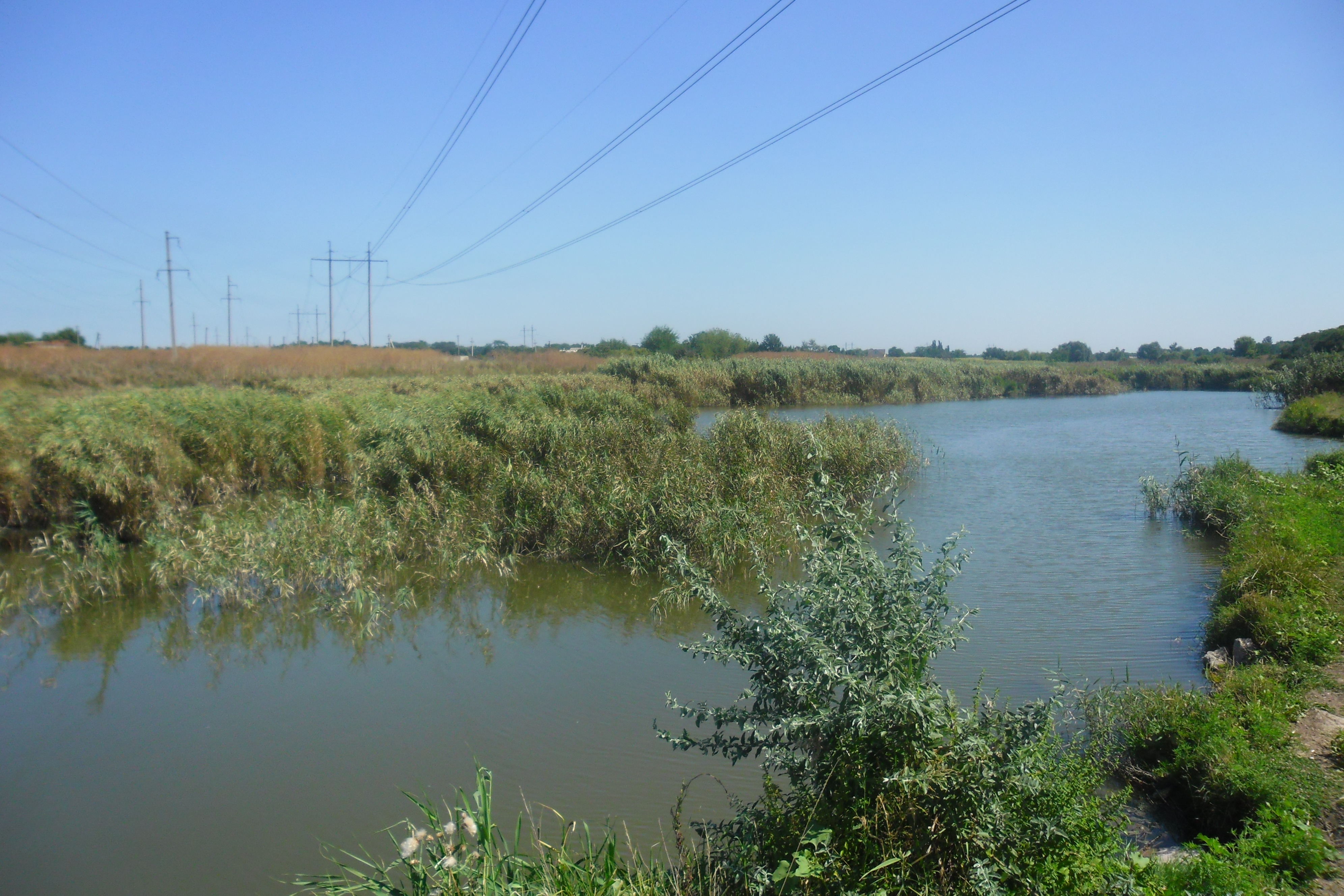
Ліва притока річки Вільнянка на західних околицях села